# (11039) Raynal
(11039) Raynal (1989 GH2) – planetoida z pasa głównego asteroid okrążająca Słońce w ciągu 4,9 lat w średniej odległości 2,89 j.a. Odkryta 3 kwietnia 1989 roku.